# 赫里德 (南达科他州)
赫里德（英語：Herreid），是美国南达科他州下属的一座城市。根据2010年美国人口普查，该市有人口427人。论人口在本州排行第132。